# Marie Danse
Pour les articles homonymes, voir Danse.
Marie Danse (aussi Marie Destrée-Danse), née à Bruxelles (Belgique) le 19 février 1866 et morte dans cette ville le 31 mai 1942, est une artiste peintre et aquafortiste belge.

## Biographie

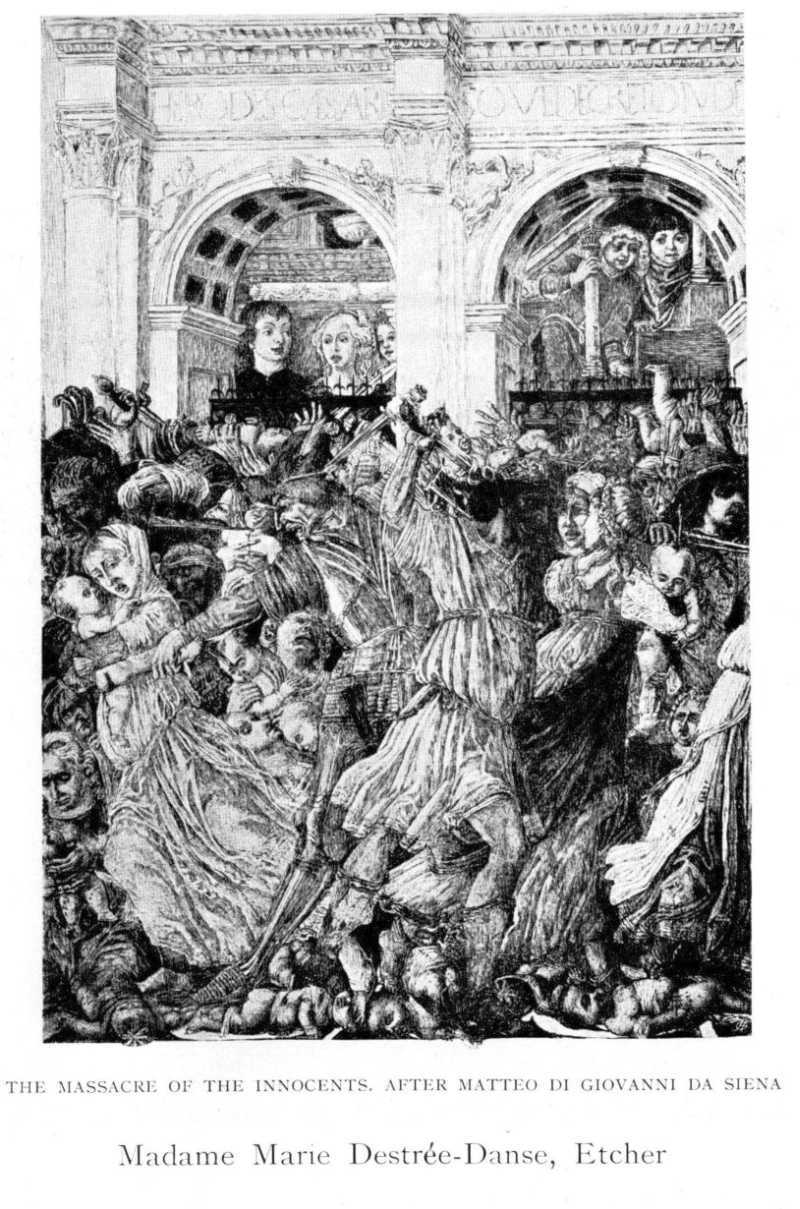
Le Massacre des Innocents d'après Matteo di Giovanni de Sienne.

Marie-Charlotte « Marie » Danse naît le 19 février 1866. Elle est la fille du graveur et dessinateur Auguste Danse et d'Adèle Meunier, et a pour fratrie le sculpteur Constantin Meunier, l'artiste peintre Marie-Louise Danse et leur aîné Jean-Baptiste.
Elle grandit à Mons dans un milieu artistique où on aime aussi littérature et musique. Elle est élève de son père, de même que sa sœur cadette Marie-Louise. En effet, toutes deux suivent les cours à l’Académie des beaux-arts de Mons où leur père enseigne le dessin et la gravure. Elle y rencontre un jeune juriste venu dans sa famille montoise, Jules Destrée. Elle l’épouse le 10 août 1889 à Mons ; Jules Destrée est alors un jeune avocat mais aussi un grand amateur d’art et de littérature, et versé dans la politique.
Elle pratique la gravure et participe à des expositions. Ses premières œuvres sont des reproductions d'après des maîtres anciens (Pisanello, Breughel) et contemporains (Charles de Groux, Henri de Braekeleer). Elle produit ensuite des gravures originales reproduisant des éléments de sculpture gothique ainsi que des illustrations pour les études d'histoires de l'art ou autres ouvrages rédigés par son époux. En 1888, elle obtient une mention honorable au Salon des artistes français. En 1906, elle est membre fondateur du cercle artistique L'Estampe.
En effet, après son mariage, elle s’est installée chez les Destrée à Marcinelle ; peu à peu, sans renoncer totalement à l'art et continuant à fréquenter sa famille et les milieux artistiques, elle aide surtout son mari dans sa carrière politique et participe à ses créations. Elle le soutient, est à ses côtés en Angleterre durant la première Guerre mondiale et est de tous ses voyages (en Russie, au Japon, en Chine, etc.). Comme elle l’avait fait autrefois à Marcinelle, lorsqu’il devient ministre, elle organise, à Bruxelles, des rencontres entre scientifiques, politiques et artistes de tous milieux. 
Après le décès de Jules Destrée en 1936, Marie Danse continue à s'impliquer et à fréquenter le monde artistique. Elle figure notamment en 1938 parmi les membres fondateurs de l'association Les Amis de l'Art wallon, dont le but était de mettre en lumière les artistes, écrivains et savants passés, présents et à venir, et de développer en tous domaines, l'art, l'histoire, le folklore et les arts wallons. La seconde Guerre mondiale met cependant un terme aux activités de l'association.
Elle meurt à Bruxelles le 31 mai 1942 ; dans la mort, elle souhaita rejoindre son mari et, comme lui, elle repose au cimetière de Marcinelle.

## Récompenses et distinctions
En 1889, elle remporte un prix de la Société des aquafortistes belges. En 1896 et 1900 elle expose au salon de La Libre Esthétique, en 1901 à la Maison du peuple à Bruxelles et en 1911 à l'exposition des Beaux-Arts et des Arts appliqués à Charleroi.

## Postérité
Depuis septembre 2015, une rue de Charleroi porte son nom.